# سمعلیل
سمعلیل (به عربی: سمعلیل) یک روستا در سوریه است که در استان حمص واقع شده‌است. سمعلیل ۱٬۰۱۷ نفر جمعیت دارد.